# Frank Havens
Frank Havens (* 1. August 1924 in Arlington County; † 22. Juli 2018 in Harborton, Virgina) war ein US-amerikanischer Kanute, der 1952 olympisches Gold über 10.000 Meter gewann. 
Bei den Olympischen Sommerspielen 1952 in Helsinki gewann er Gold im Einer-Canadier über 10.000 Meter. Er widmete den Sieg seinem Vater Bill, der für die Olympischen Spiele 1924 als Favorit galt, aber auf eine Teilnahme verzichtete, weil er Franks Geburt nicht verpassen wollte. 
Schon 1948 nahm Frank Havens an den Olympischen Spielen in London teil und wurde Zweiter hinter František Čapek. Weitere Olympiateilnahmen waren 1956 und 1960. Er ist der bislang einzige US-amerikanische Olympiateilnehmer mit einem Sieg im Solocanadier.